# Open d'Australie de snooker
Pour les articles homonymes, voir Open d'Australie (homonymie).
Ne doit pas être confondu avec Open d'Australie.
L'Open d'Australie (Australian Goldfields Open en anglais) est un ancien tournoi annuel de snooker professionnel comptant pour le classement mondial à partir de 2011 et jusqu’à la dernière édition qui s'est tenue en 2015 à Bendigo dans l'Etat de Victoria. L'Écossais John Higgins est le dernier vainqueur. 

## Historique
Le tournoi est créé en 1979 sous le nom de Masters d'Australie (Australian Masters en anglais). L'Australie avait déjà accueilli les championnats du monde en 1971 et 1975. En 1989, le tournoi compte pour le classement mondial, mais pour des raisons de sponsoring, il quitte l'Australie pour Hong Kong, devenant le premier tournoi classé jamais organisé en Asie.
Le tournoi retourne dans le calendrier en 1994 sous le nom d'Open d'Australie, puis, dès l'année suivante, reprend le nom de Masters d'Australie. Il disparaît du calendrier pendant les 15 saisons suivantes, n'y retournant qu'en 2011 pour disparaître définitivement après l'édition 2015.
De plus, le tournoi n'a jamais connu de break maximal et compte pour meilleur break un 143 réalisé par Cao Yupeng en 2012.

## Palmarès
| Année                            | Ville                            | Vainqueur                        | Finaliste                        | Score                            | Saison                           |
| Masters d'Australie (non classé) | Masters d'Australie (non classé) | Masters d'Australie (non classé) | Masters d'Australie (non classé) | Masters d'Australie (non classé) | Masters d'Australie (non classé) |
| -------------------------------- | -------------------------------- | -------------------------------- | -------------------------------- | -------------------------------- | -------------------------------- |
| 1979                             | Sydney                           | Ian Anderson                     | Perrie Mans                      | Cumul de points                  | 1979-1980                        |
| 1980                             | Sydney                           | John Spencer                     | Dennis Taylor                    | Cumul de points                  | 1980-1981                        |
| 1981                             | Sydney                           | Tony Meo                         | John Spencer                     | Cumul de points                  | 1981-1982                        |
| 1982                             | Sydney                           | Steve Davis                      | Eddie Charlton                   | Cumul de points                  | 1982-1983                        |
| 1983                             | Sydney                           | Cliff Thorburn                   | Bill Werbeniuk                   | 7-3                              | 1983-1984                        |
| 1984                             | Sydney                           | Tony Knowles                     | John Virgo                       | 7-3                              | 1984-1985                        |
| 1985                             | Sydney                           | Tony Meo (2)                     | John Campbell                    | 3-2                              | 1985-1986                        |
| 1986                             | Sydney                           | Dennis Taylor                    | Steve Davis                      | 3-2                              | 1986-1987                        |
| 1987                             | Sydney                           | Stephen Hendry                   | Mike Hallett                     | 371-226                          | 1987-1988                        |
| Open de Hong Kong (classé)       |                                  |                                  |                                  |                                  |                                  |
| 1989                             | Hong Kong                        | Mike Hallett                     | Dene O'Kane                      | 9-8                              | 1989-1990                        |
| Open d'Australie (non classé)    |                                  |                                  |                                  |                                  |                                  |
| 1994                             | Melbourne                        | John Higgins                     | Willie Thorne                    | 9-5                              | 1994-1995                        |
| Masters d'Australie (non classé) |                                  |                                  |                                  |                                  |                                  |
| 1995                             | Melbourne                        | Anthony Hamilton                 | Chris Small                      | 8-6                              | 1995-1996                        |
| Open d'Australie (classé)        |                                  |                                  |                                  |                                  |                                  |
| 1995                             | Melbourne                        | Anthony Hamilton                 | Chris Small                      | 9-7                              | 1995-1996                        |
| 2011                             | Bendigo                          | Stuart Bingham                   | Mark Williams                    | 9-8                              | 2011-2012                        |
| 2012                             | Bendigo                          | Barry Hawkins                    | Peter Ebdon                      | 9-3                              | 2012-2013                        |
| 2013                             | Bendigo                          | Marco Fu                         | Neil Robertson                   | 9-6                              | 2013-2014                        |
| 2014                             | Bendigo                          | Judd Trump                       | Neil Robertson                   | 9-5                              | 2014-2015                        |
| 2015                             | Bendigo                          | John Higgins (2)                 | Martin Gould                     | 9-8                              | 2015-2016                        |

| \| Sydney Melbourne Bendigo \| Sites de l'Open d'Australie. |
| Sydney Melbourne Bendigo                                    |

## Bilan par pays
| Pays            | Joueurs | Total | Premier titre | Dernier titre |
| --------------- | ------- | ----- | ------------- | ------------- |
| Angleterre      | 8       | 10    | 1980          | 2014          |
| Écosse          | 2       | 3     | 1987          | 2015          |
| Australie       | 1       | 1     | 2020          | 2020          |
| Canada          | 1       | 1     | 1983          | 1983          |
| Irlande du Nord | 1       | 1     | 1986          | 1986          |
| Hong Kong       | 1       | 1     | 2013          | 2013          |